# BBEdit
BBEdit ist ein proprietärer Texteditor für macOS (vormals Mac OS X und OS X), der sich vor allem an Programmierer und Webdesigner richtet. Er wurde am 12. April 1992 als Programm für Macintosh System Software 6 vorgestellt und wird seitdem kontinuierlich weiterentwickelt.
Der in Bedford (Massachusetts) in den USA ansässige Hersteller Bare Bones Software bot zusätzlich zur kostenpflichtigen Variante eine kostenlose, funktional eingeschränkte Version an: Bis Version 6.1 war dies BBEdit Lite, später TextWrangler. Mit der Version 11.6 von BBEdit wurden diese eingeschränkten Varianten im Sommer 2016 eingestellt, stattdessen bietet nun die unlizenzierte Demoversion von BBEdit dauerhaft einen vergleichbaren Funktionsumfang.

## Funktionen
BBEdit beherrscht Syntaxhervorhebung für viele verschiedene Programmiersprachen. Weiter ist eine FTP- und SFTP-Unterstützung integriert, wie auch die Möglichkeit zum Vergleich verschiedener Datei-Versionen. Einige Entwicklungsumgebungen können BBEdit direkt als Quelltext-Editor verwenden.
Der Funktionsumfang von BBEdit kann vom Nutzer durch Skripte erweitert werden. Außerdem ist es möglich, Syntaxhervorhebung für zusätzliche Programmiersprachen hinzuzufügen.

## Rezeption
BBEdit wurde 1997 als „mächtiger Editor“ „mit vielen durchdachten und nützlichen Funktionen“ beschrieben, dabei hob c’t die mächtige Suchen-und-Ersetzen-Funktion hervor. Die US-amerikanische Technologie-Website Lifewire zählte 2018 die kostenlose BBEdit-Version zu den besten kostenlosen HTML-Editoren für den Mac.

## Versionsgeschichte
Im Folgenden findet sich ein auf die unterstützten Betriebssystemversionen von Mac OS und macOS bezogener Auszug aus der Versionsgeschichte von BBEdit. BBEdit Lite hatte teilweise eine andere Nebenversionsnummer (aber die gleiche Hauptversionsnummer; so besaß etwa BBEdit Lite 4.1 die Codebasis von BBEdit 4.5). TextWrangler hatte eine gänzlich eigene Versionsnummer, die hier nicht gelistet ist.
| Version                              | Veröffentlichung | Letzte Version        | Mac OS       | Beschreibung / Anmerkung |
| ------------------------------------ | ---------------- | --------------------- | ------------ | --- |
| 1                                    |                  | 2.2                   | ab 6.0       | Bis Version 2.2 war BBEdit Freeware und lief auf dem klassischen System 6 und System 7. |
| 2                                    |                  | 2.2                   | ab 6.0       | Bis Version 2.2 war BBEdit Freeware und lief auf dem klassischen System 6 und System 7. |
| 2.5                                  | 1993             |                       | ab 6.0       | In Version 2.5, der ersten kommerziellen Version von BBEdit, wurden einige neue Funktionen hinzugefügt. Gleichzeitig wurde eine an Funktionen eingeschränkte Version als BBEdit Lite weiterhin als Freeware abgegeben, allerdings bot die Lite-Version 2.3 weniger Funktionen als zuvor noch Version 2.2. |
| 2.3 Lite                             |                  |                       | ab 6.0       | In Version 2.5, der ersten kommerziellen Version von BBEdit, wurden einige neue Funktionen hinzugefügt. Gleichzeitig wurde eine an Funktionen eingeschränkte Version als BBEdit Lite weiterhin als Freeware abgegeben, allerdings bot die Lite-Version 2.3 weniger Funktionen als zuvor noch Version 2.2. |
| 3                                    |                  |                       | ab 6.0       | Es gab die Versionen 3.0, 3.1 und 3.5. |
| 4                                    | 13. Mai 1996     | 4.5.3 23. Juni 1998   | ab 7.0       | Die Kritiken zu Version 4.0 waren durchwegs positiv. |
| 5                                    | 6. Nov. 1998     | 5.1.1 14. Jul. 1999   |              | Mit Version 5.0 wurde BBEdit an Mac OS 8.5 angepasst. |
| 6                                    | 11. Sep. 2000    | 6.5.3 5. Sep. 2002    | ab 7.5.5     | 6.1: Stützt sich auf Carbon daher erst ab Mac OS 8.1 mit CarbonLib und Mac (oder Klon) mit PowerPC-Prozessor 6.5.3: Erste Version für Mac OS X Jaguar (10.2) und mindestens Mac OS 8.6 sowie mindestens CarbonLib 1.4                                                                                     |
| 7                                    | 13. Dez. 2002    | 7.1.4 28. Apr. 2004   | ab 9.1       | 7.1: ab Mac OS X Jaguar (10.2) und letzte Version für Mac OS 9.1 mit der Voraussetzung CarbonLib 1.5 |
| 8                                    | 30. Aug. 2004    | 8.7.2 19. Dez. 2007   | ab 10.3.5    | 8.2.5: Nun als Universal Binary verfügbar 8.5: Letzte Version für Mac OS X Panther (10.3) 8.6: ab Mac OS X Tiger (10.4) |
| 9                                    | 28. Aug. 2008    | 9.6.3 24. Jan. 2011   | 10.4–10.5    | 9.3.1: Letzte Version für Mac OS X Tiger (10.4) 9.6.3: Letzte Version als Universal Binary. |
| 10                                   | 19. Jul. 2011    | 10.5.13 15. Okt. 2014 | 10.6.8–10.10 | Letzte Version für Mac OS X Snow Leopard (10.6). |
| 11                                   | 22. Okt. 2014    | 11.6.8 13. Sep. 2017  | ab 10.8.5    | 11.1.4: Letzte Version für OS X Mountain Lion (10.8) 11.6.8: Erste Version für macOS Sierra (10.12) |
| 12                                   | 12. Okt. 2017    | 12.6.1 8. Mär. 2019   | ab 10.11.6   | Unterstützt macOS High Sierra (10.13) |
| 13                                   | 3. Okt. 2019     | 13.0.2 28. Okt. 2019  | ab 10.14.2   | Unterstützt macOS Catalina (10.15) |
| 14                                   | 19. Jul. 2021    | 14.0.0 19. Jul. 2021  | ab 10.14.2   | Unterstützt macOS Big Sur (11) nativ auf Apple M1 |
| 15                                   | 9. Jan. 2024     | 15.5.2 15. Juli 2025  | ab 11        | Unterstützt macOS Big Sur (11) oder neuer |
| Legende:Alte VersionAktuelle Version |                  |                       |              | |